# غلروس
غلروس  هي قرية، وبلدية في سويسرا، تقع في غلروس، وكانتون غلاروس، هي عاصمة Canton of Linth ‏، بلغ عدد سكانها 5,996  نسمة وذلك حسب إحصائيات سنة 2011، رمزها البريدي هو 8750.

## الموقع
تشترك في الحدود مع:
- Riedern [الإنجليزية]‏
- Luchsingen [الإنجليزية]‏
- Schwanden, Glarus [الإنجليزية]‏
- Schwändi, near Schwanden, Glarus [الإنجليزية]‏
- Näfels [الإنجليزية]‏
- Ennenda [الإنجليزية]‏
- Netstal [الإنجليزية]‏
- Mitlödi [الإنجليزية]‏.

## مدن توأم
المدن التوأم:
- Biebrich (Wiesbaden) [الإنجليزية]‏ (منذ 11 يناير 2009).

## أعلام
- كولين ستوسي
- رودولف تشودي
- ميشيل موسر
- يواكيم هير
- أرمين أليسيفيتش
- أنا جولدي